# Germagno
Germagno là một đô thị ở tỉnh Verbano-Cusio-Ossola trong vùng Piedmont, có cự ly khoảng 110 km về phía đông bắc của Torino và khoảng 9 km về phía tây của Verbania. Tại thời điểm ngày 31 tháng 12 năm 2004, đô thị này có dân số 205 người và diện tích là 2,9 km².
Germagno giáp các đô thị: Casale Corte Cerro, Loreglia, Omegna, Quarna Sopra.